# دانش بنیادی

ترتیب جزئی از علوم پیشنهادی Balaban و Klein.

از شیمی به عنوان دانش بنیادی یا مرکز علوم به دلیل نقش این دانش در اتصال علوم فیزیکی، که شامل مواد شیمیایی، با علوم زیستی و علوم کاربردی مانند پزشکی و مهندسی نام برده می‌شود. ماهیت این رابطه یکی از مباحث اصلی در فلسفه شیمی و در علم‌سنجی است. این عبارت با استفاده از آن در کتاب درسی توسط تئودور L. براون و H. یوجین لمی با عنوان شیمی: علوم مرکزی، که برای اولین بار در سال ۱۹۷۷ منتشر شد، با چاپ سیزدهم در سال ۲۰۱۴ منتشر شد.
اتصالات ایجاد شده توسط شیمی از طریق زیر رشته‌های مختلفی انجام می‌شود که از مفاهیم بسیاری از رشته‌های علمی استفاده می‌کنند. شیمی و فیزیک هر دو در زمینه‌های شیمی فیزیکی، شیمی هسته ای و شیمی نظری مورد نیاز هستند. شیمی و زیست‌شناسی در حوزه‌های بیوشیمی، شیمی دارویی، بیولوژی مولکولی، زیست‌شناسی شیمیایی، ژنتیک مولکولی و ایمونوشیمی تقاطع دارد. شیمی و علوم زمین در مناطقی مانند ژئوشیمی و هیدرولوژی در ارتباط هستند.